# Castillo Santa Isabel
Castillo Santa Isabel är ett slott i Spanien.   Det ligger i provinsen Gipuzkoa och regionen Baskien, i den norra delen av landet, 400 km norr om huvudstaden Madrid. Castillo Santa Isabel ligger 8 meter över havet.
Terrängen runt Castillo Santa Isabel är huvudsakligen kuperad, men åt sydväst är den platt. Havet är nära Castillo Santa Isabel åt nordväst. Runt Castillo Santa Isabel är det tätbefolkat, med 308 invånare per kvadratkilometer. Närmaste större samhälle är San Sebastián, 4,6 km väster om Castillo Santa Isabel. I omgivningarna runt Castillo Santa Isabel växer i huvudsak blandskog.